# Абдугафуров, Абдугани
Абдугани Абдугафуров (кирг. Абдугани Абдугафуров, узб. Абдуғани Абдуғафуров; род. 17 декабря 1941, Ош) — советский киргизский писатель, драматург и сатирик. Народный писатель Кыргызской Республики (2023). Директор Ошского узбекского музыкально-драматического театра имени Кирова (1973—1983). Писал на киргизском и узбекском языках.

## Биография
Родился 17 декабря 1941 года в городе Ош, Ошская область, Киргизская ССР, СССР.
После окончания школы работал мастером по ремонту часов. В 1961—1966 годах заочно обучался в Ошском государственном педагогическом институте. В 1964—1973 годах работал в ошкской областной газете «Ленин йули» (на узбекском языке, сейчас — «Уш садоси»). В 1965 году начал творческую деятельность.
В 1968 году в Ошском узбекском музыкально-драматическом театре имени Кирова было поставлено его первое произведение — комедия «Бушман». В 1973—1983 годах являлся директором этого театра. В 1974 году вышел первый сборник его стихов.
В 1978 году заочно окончил Высшую партийную школу при ЦК КПСС. В 1984—1985 годах работал инструктором в Ошского областном комитете КП Киргизии. В 1988 году возглавлял редакционное производственное объединение. В 1990 году работал в Ошском городском исполнительном комитете. В 1991—1992 являлся заместителем председателя Ошского городского кенеша. Дважды избирался депутатом городского совета.
В 1992—1993 годах вновь работал в газете «Уш садоси», являлся её главным редактором.
Член Союза писателей, Союза журналистов и Союза театральных деятелей СССР с 1976 года.

## Произведения
На киргизском языке:
- Аталар мурасы: Драмалар жана комедиялар. — Ф.: Кыргызстан, 1979. — 152 б.
- Сыйлык бөлүштүрүү: Сатиралык аңгемелер жана интермедиялар. — Ф.: Мектеп, 1984. — 80 б.
- Күлкүнүн күчү: Пьесалар жыйнагы. — Б.: Адабият, 1987. — 128 б.
- Мыскылдар: Анекдоттор. — Ош, 1991. — 64 б.
- Оштун мыкты перзенттери: Очерктер, аңгемелер. — Ош, 2001. — 174 б.
- Тандалган чыгармалар. — Ош, 2006. — 478 б.

На узбекском языке:
- Адашбай: Ырлар. — Ташкент, 1974. — 112 б.
- Сиз бир ёндан, биз бир ёндан: Сатиралык аңгемелер. — Ташкент, 1977. — 96 б.
- Юсупжан куудул: Сатиралар. — Ташкент, 1993. — 82 б.

## Награды
- Почётная грамота Киргизской ССР (1977)[1]
- Почётное звание Заслуженный деятель культуры Киргизской ССР (1980)[1]
- Почётное звание Народный писатель Кыргызской Республики (2023)[2]
- Медаль «Данк» (11 ноября 1998) — за заслуги в области журналистики[3][1]
- Орден «Данакер» (26 января 2003) — за особые заслуги перед государством и народом Кыргызстана, вклад в укрепление дружбы и межнационального согласия в республике[4][1]
- Орден «Манас»[1]